# پتی لوپن
پتی لوپُن (انگلیسی: Patti LuPone؛ زادهٔ ۲۱ آوریل ۱۹۴۹) خواننده و هنرپیشه تئاتر و سینما اهل ایالات متحده آمریکا است. وی از سال ۱۹۷۲ میلادی تاکنون مشغول فعالیت بوده‌است.
او تا کنون، دو مرتبه برندهٔ جایزه امی و دو مرتبه برندهٔ جایزه تونی شده است.

## گزیدهٔ آثار

### سینما
- صخره‌های آزادی (۲۰۱۹)
- کمدین (۲۰۱۶)
- پارکر (۲۰۱۳)
- شهر ساحلی (۲۰۰۱)
- ایالتی و اصلی (۲۰۰۰)
- تابستان سام (۱۹۹۹)
- زن ۲۴ ساعته (۱۹۹۹)
- دعاهای خانوادگی (۱۹۹۳)
- رانندگی برای خانم دیزی (۱۹۸۹)
- شاهد (۱۹۸۵)
- ۱۹۴۱ (۱۹۷۹)

### تلویزیون
- نظم و قانون: واحد قربانیان ویژه (۲۰۱۵)
- داستان عامه‌پسند (۲۰۱۴)
- گلی (۲۰۱۱)
- ۳۰ راک (۲۰۱۲-۲۰۰۹)
- بتی بی‌ریخته (۲۰۰۷)
- ویل و گریس (۲۰۰۵)
- فریژر (۱۹۹۳ و ۱۹۹۸)